# Sonja Johnsson
Sonja Johnsson, senare Dymling, född 7 augusti 1895 i Stockholm, död där 18 juni 1986, var en svensk simmare. Sexton år gammal deltog hon i 100 meter frisim vid Olympiska sommarspelen 1912 i Stockholm.
Hon är begravd i Veinge.